# Тешко је бити фин
Тешко је бити фин је босанскохерцеговачки филм из 2007. године. Режирао га је Срђан Вулетић, а сценарио су писали Мирослав Мандић и Срђан Вулетић
Филмом је отворен 13. Сарајево филм фестивал 2007. године. Исте године филм "Тешко је бити фин", био је службени кандидат Босне и Херцеговине за Оскара за најбољи страни филм.